# Joost de Ruiter

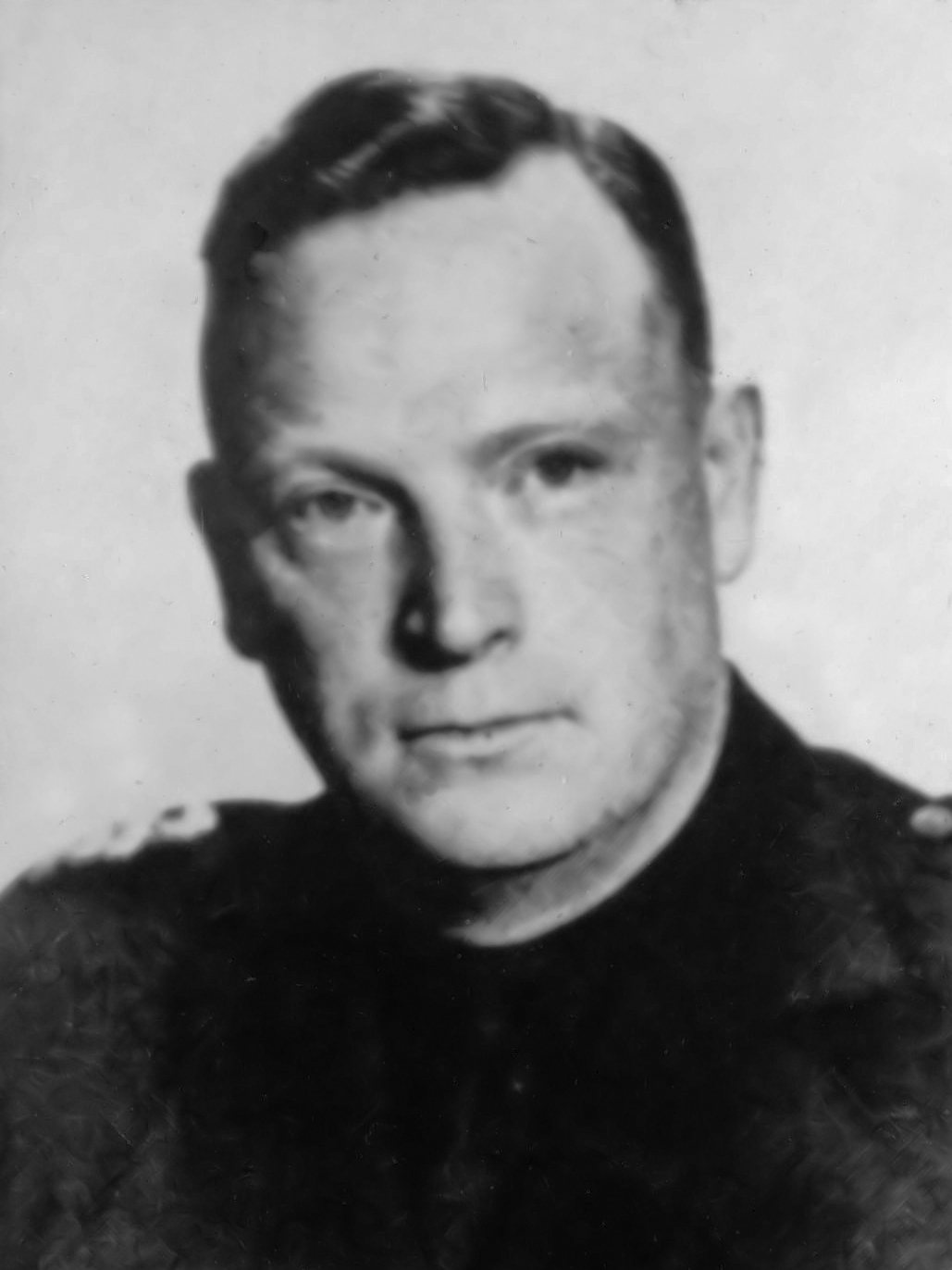
Joost de Ruiter

Joost Wiegert de Ruiter (Elst, 5 mei 1899 – Deventer, 7 oktober 1958) was een Nederlandse nationaalsocialistische politiek activist.
De Ruiter was tandarts te Amsterdam toen hij zich in 1933 als lid aanmeldde van de Nationaal-Socialistische Beweging (NSB) van Anton Mussert. Hij ontving het stamboeknummer 2109. Al vrij snel bekleedde hij een vooraanstaande positie in de NSB: hij werd kringleider in zijn woonplaats. Zijn activiteiten voor de NSB lieten hem niet de ruimte om zijn tandartspraktijk aan te houden. Als tegemoetkoming werd hij financieel gecompenseerd met een maandelijkse toelage uit de kas van de Nenasu, de uitgeverij van de NSB.
Na de capitulatie van het Nederlandse leger op 15 mei 1940 adviseerde hij Mussert om alle activiteiten van de NSB te beëindigen. Dat verzoek deed hij in gezamenlijkheid met twee andere prominente NSB-leden, W.O.A. Koster en A.J. van Vessem. Mussert legde het advies naast zich neer en De Ruiter hernam zijn activiteiten voor de NSB.
De Ruiters echtgenote, Olga de Ruiter-Van Lankeren Matthes, was ook actief voor de NSB als leidinggevende van de NSVO, de Nationaal-Socialistische Vrouwenorganisatie. In 1943 volgde zij landelijk leidster Elisabeth Keers-Laseur op, die de functie op last van Mussert had moeten neerleggen.
 Portaal: Fascisme en nationaalsocialisme in Nederland · Fascisme · Nationaalsocialisme